# Andrei Zayonchkovski
Andrei Medardovich Zayonchkovsky  (en ruso: Андре́й Меда́рдович Зайончко́вский, 20 de diciembre de 1862 - 22 de marzo de 1926) comandó la defensa de la frontera rumano-búlgara en Dobruja cuando Rumanía entró en la I Guerra Mundial en agosto de 1916.

## Biografía

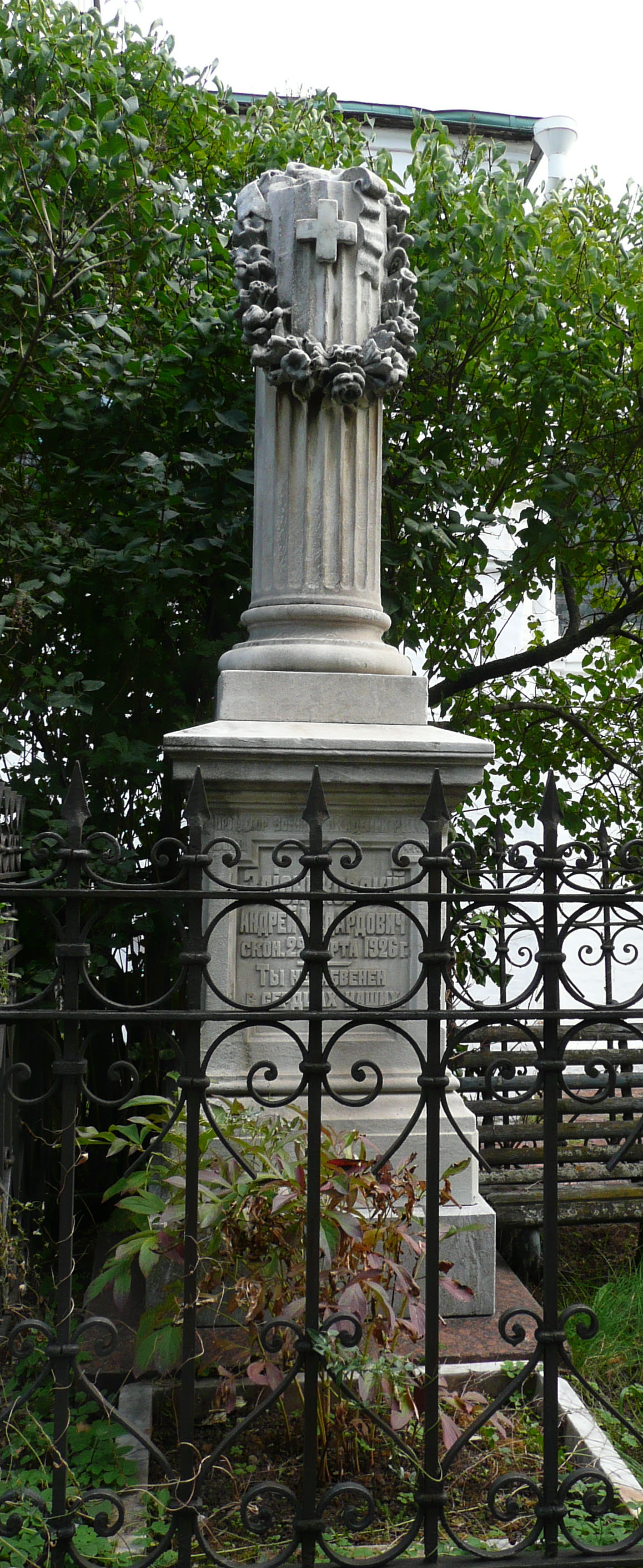
La tumba de Andrei Zayonchkovsky en el Monasterio de Novodévichi.

Después de su graduación de la Escuela de Ingeniería Militar Nicolás en 1882, Zayonchkovsky sirvió en el 5.º Batallón de Zapadores. En 1888 se graduó de la Academia del Estado Mayor General y sirvió en varios puestos del estado mayor.
Durante la guerra ruso-japonesa comandó el 85.º Regimiento de Infantería de Vyborg y la 2.ª brigada de la 3.ª División de Infantería Siberiana.
Durante la I Guerra Mundial Zayonchkovsky comandó primero el 30.º Cuerpo de Ejército. Tras la entrada de Rumania en la guerra el 27 de agosto de 1916, comandó el Ejército ruso-rumano de Dobruja con el propósito de defender Dobruja contra las Potencias Centrales. Fue relevado por el general Dmitry Shcherbachev en abril de 1917 y estuvo retirado para cuando se inició la Revolución de Octubre.
En 1918 se unió al Ejército Rojo, sirviendo en varios puestos del estado mayor. Tras el fin de la guerra civil rusa pasó a enseñar en la Academia Militar del Ejército Rojo y a escribir. Escribió una visión de las operaciones militares de la I Guerra Mundial en dos volúmenes.
Mientras fue profesor, "Zayonchkovsky trabajó como agente de la policía secreta soviética al mismo tiempo que fue jefe de la conspirativa Unión Monárquica anti-bolchevique (la Operación Trust)."